# Isabel Paterson
Isabel Paterson (Geburtsname: Isabel Mary Bowler; * 22. Januar 1886 in Manitoulin, Ontario, Kanada; † 10. Januar 1961 in Montclair, New Jersey) war eine aus Kanada stammende US-amerikanische Journalistin, Literaturkritikerin und Schriftstellerin, die vor allem durch ihr Buch The God of the Machine bekannt wurde.

## Leben
Isabel Paterson, die eine Vorläuferin des Anarchokapitalismus war, gab ihr literarisches Debüt 1913 mit Magpie’s Nest, dem noch im gleichen Jahr der Roman The Shadow Riders folgte.
Zwischen 1924 und 1949 war sie als Journalistin und Literaturkritikerin bei der Tageszeitung The New York Herald Tribune tätig, verfasste daneben auch weiterhin Romane wie:
- The Singing Season: A Romance of Old Spain (1925)
- The Fourth Queen (1926)
- The Road of the Gods (1930)
- Never Ask the End (1933)
- The Golden Vanity (1934)
- If It Prove Fair Weather (1940)

Die größte Bekanntheit erzielte Paterson, die 1928 die US-amerikanische Staatsbürgerschaft erwarb, allerdings mit dem Sachbuch The God of the Machine (1943), das als wichtiges Werk der Philosophie des Libertarismus und Individualismus angesehen wird. Über dieses Buch schrieb die Bestseller-Autorin und Philosophin Ayn Rand:
„Das Buch The God of the Machine hat für den Kapitalismus das getan, was Das Kapital für die Roten und die Bibel für das Christentum getan hat.“ (‚The God of the Machine does for capitalism what Das Kapital does for the Reds and what the Bible did for Christianity.‘)

## Hintergrundliteratur
- Stephen D. Cox: The Woman and the Dynamo: Isabel Paterson and the Idea of America, Transaction Publishers, 2004.